# Aulus Postumi Tubert
Aulus Postumi Albí (llatí: Aulus Postumius Tubertus) va ser un magistrat romà. Formava part de la branca dels Tuberts de la gens Postúmia, una antiga família romana d'origen patrici.
Va ser nomenat magister equitum del dictador Mamerc Emili Mamercí l'any 433 aC i ell mateix va ser dictador l'any 431 aC, govern memorable per la gran victòria obtinguda a la batalla del Mont Algidus sobre les forces unides d'eques i volscs, suposadament un 18 de juny. Aquesta batalla va significar que a partir d'aquell moment, s'arribés a un acord amb els eques i es declaressin súbdits de Roma. La tradició diu que el fill del dictador va abandonar el lloc que tenia assignat per anar a lluitar contra l'enemic i en càstig va ser executat per ordre del seu pare, però Titus Livi refusa la veracitat de la història. Al seu retorn a Roma va rebre els honors del triomf.